# Gran Premio di San Marino 1985
Il Gran Premio di San Marino 1985 è stata la terza prova della stagione 1985 del Campionato mondiale di Formula 1. Si è corsa domenica 5 maggio 1985 sul Circuito Dino Ferrari di Imola. La gara è stata vinta dall'italiano Elio De Angelis su Lotus-Renault; per il vincitore si trattò del secondo, e ultimo, successo nel mondiale. Ha preceduto sul traguardo il belga Thierry Boutsen su Arrows-BMW, al suo primo podio nel mondiale,  e il francese Patrick Tambay su Renault, al suo ultimo podio iridato.
A giungere primo sul traguardo fu il francese Alain Prost, su McLaren-TAG Porsche, che venne, in seguito, squalificato per un'irregolarità tecnica sulla sua vettura. Fu l'ultimo gran premio al quale prese parte la Spirit.

## Vigilia

### Aspetti tecnici
La Renault fornì un nuovo propulsore EF15 alla Lotus, che lo impiegò sulla monoposto di Elio De Angelis. L'Alfa Romeo presentò delle vettura dotate di nuova iniezione elettronica Motronic Bosch.

Keke Rosberg, pur se infortunatosi nella gara precedente, prese regolarmente parte al gran premio a Imola.

La Minardi abbandonò la fornitura di motori della Ford Cosworth per montare, per la prima volta, i propulsori della Motori Moderni. Questa azienda era stata creata da Piero Mancini, socio di Giancarlo Minardi, oltre che titolare del team Arno di Formula 3.  La Minardi non era riuscita a trovare un accordo con l'Alfa Romeo per la fornitura dei motori, e ciò spinse Mancini a fondare la Motori Moderni, proprio allo scopo di fabbricare i propulsori per la nuova scuderia. A questo scopo Mancini coinvolse il celebre ingegnere e progettista Carlo Chiti, che aveva da poco dato le dimissioni proprio dall'Alfa Romeo e dalla sua emanazione sportiva Autodelta.
L'Osella testò la nuova FA1G, anche se Piercarlo Ghinzani preferì poi riutilizzare la vecchia FA1F. Presentarono delle modifiche aerodinamiche sia la Ligier, che la Ferrari, che però decise di non impiegare il nuovo motore annunciato. La Ferrari presentò comunque un nuovo dispositivo di iniezione dell'acqua.
Sulla Brabham di François Hesnault venne piazzata una telecamera, per consentire delle riprese della pista.

### Aspetti sportivi
Infortunatosi al pollice nella gara precedente, prese regolarmente parte al weekend di gara Keke Rosberg, anche se la Williams aveva comunque contattato René Arnoux, quale possibile sostituto del finlandese.
In prevendita gli organizzatori incassarono due miliardi di lire, ma si calcolò che la cifra venisse raddoppiata con la vendita dei biglietti alla domenica, gli stand degli sponsor e la pubblicità.
Dopo il difficile Gran Premio del Portogallo, corso in condizioni meteorologiche estreme, i piloti firmarono una petizione, promossa da Niki Lauda, per chiedere che le gare venissero interrotte quando le condizioni della pista fossero state tali da mettere in pericolo i concorrenti.

## Qualifiche

### Resoconto
Ayrton Senna fu il migliore della prima giornata di prove. Il brasiliano della Lotus batté di un secondo il precedente record della pista, stabilito l'anno prima dal connazionale Nelson Piquet. Alle spalle del vincitore della gara in Portogallo si piazzò, staccato di due decimi di secondo, Michele Alboreto. La Ferrari sembrava favorita per la gara, in quanto non utilizzava un motore specifico per la qualifica, come invece faceva la Lotus.

Stefan Johansson chiuse col quindicesimo tempo le qualifiche, anche se fu il più rapido nelle prove libere del venerdì.

Keke Rosberg chiuse terzo, davanti a Prost. Alle spalle del francese chiusero, a sorpresa, le due Arrows. Risultarono in crisi le Alfa Romeo: Cheever e Patrese dovettero condividere una sola vettura, su cui era ancora montata la vecchia iniezione Spica, più affidabile rispetto a quella della Bosch. La Minardi, col motore nuovo, scalò in classifica, fino al diciottesimo posto.
Senna riuscì anche a migliorarsi nella giornata di sabato, confermando così la pole position, la seconda consecutiva. In prima fila salì Rosberg, che sembrava non risentire dell'infortunio al pollice. La seconda fila su ad appannaggio di due piloti italiani: De Angelis e Alboreto. Il ferrarista, secondo al venerdì, fu uno dei pochi a non migliorare la prestazione al sabato. Ciò fu dovuto a un incrinamento del collettore del turbo, che diminuì la resa del motore, col primo treno di gomme nuove. Dopo una veloce riparazione iniziò a piovigginare sul tracciato, costringendo Alboreto ad attendere la parte finale delle qualificazioni, quando però si ripresentò di nuovo lo stesso problema tecnico. Peggio fece Stefan Johansson, solo quindicesimo, anche lui penalizzato da problemi tecnici. L'arrivo della leggera pioggia, oltre che il traffico in pista, fu indicato da De Angelis tra i motivi che non gli permisero di fare sua la pole position.
Confermò il buon piazzamento Thierry Boutsen (le Arrows si adattavano bene alle curve lente), quinto, che mise alle sue spalle Alain Prost. Chiuse solo ottavo l'altro pilota della McLaren, Niki Lauda, che era stato il migliore delle prove libere del mattino, e che fu anche autore di un'uscita di pista. Le McLaren, comunque, non sovralimentavano i motori per le qualifiche, come invece facevano le Lotus. Anche in questa gara la poca aderenza delle gomme Pirelli penalizzò le prestazioni delle vetture che utilizzavano le gomme italiane. Oltre a Lauda ed Eddie Cheever anche Martin Brundle uscì di pista, alla Tosa, sbattendo violentemente contro le barriere. L'incidente non provocò grossi problemi fisici al pilota, che comunque venne visitato dai medici per un colpo alla schiena.

### Risultati
I risultati delle qualifiche furono i seguenti:
| Pos | Nº | Pilota             | Costruttore            | Tempo    | Griglia |
| --- | -- | ------------------ | ---------------------- | -------- | ------- |
| 1   | 12 | Ayrton Senna       | Lotus-Renault          | 1'27"327 | 1       |
| 2   | 6  | Keke Rosberg       | Williams-Honda         | 1'27"354 | 2       |
| 3   | 11 | Elio De Angelis    | Lotus-Renault          | 1'27"852 | 3       |
| 4   | 27 | Michele Alboreto   | Ferrari                | 1'27"871 | 4       |
| 5   | 18 | Thierry Boutsen    | Arrows-BMW             | 1'27"918 | 5       |
| 6   | 2  | Alain Prost        | McLaren-TAG Porsche    | 1'28"099 | 6       |
| 7   | 5  | Nigel Mansell      | Williams-Honda         | 1:28.202 | 7       |
| 8   | 1  | Niki Lauda         | McLaren-TAG Porsche    | 1'28"399 | 8       |
| 9   | 7  | Nelson Piquet      | Brabham-BMW            | 1'28"489 | 9       |
| 10  | 17 | Gerhard Berger     | Arrows-BMW             | 1'28"697 | 10      |
| 11  | 15 | Patrick Tambay     | Renault                | 1'29"102 | 11      |
| 12  | 23 | Eddie Cheever      | Alfa Romeo             | 1'29"259 | 12      |
| 13  | 25 | Andrea De Cesaris  | Ligier-Renault         | 1'29"406 | 13      |
| 14  | 16 | Derek Warwick      | Renault                | 1'29"466 | 14      |
| 15  | 28 | Stefan Johansson   | Ferrari                | 1'29"806 | 15      |
| 16  | 26 | Jacques Laffite    | Ligier-Renault         | 1'30"982 | 16      |
| 17  | 30 | Jonathan Palmer    | Zakspeed               | 1'31"028 | NP      |
| 18  | 22 | Riccardo Patrese   | Alfa Romeo             | 1'31"108 | 18      |
| 19  | 29 | Pierluigi Martini  | Minardi-Motori Moderni | 1'32"770 | 19      |
| 20  | 8  | François Hesnault  | Brabham-BMW            | 1'33"142 | 20      |
| 21  | 10 | Philippe Alliot    | RAM-Hart               | 1'34"201 | 21      |
| 22  | 24 | Piercarlo Ghinzani | Osella-Alfa Romeo      | 1'34"209 | 22      |
| 23  | 9  | Manfred Winkelhock | RAM-Hart               | 1'34"579 | 23      |
| 24  | 4  | Stefan Bellof      | Tyrrell-Ford Cosworth  | 1'35"653 | 24      |
| 25  | 3  | Martin Brundle     | Tyrrell-Ford Cosworth  | 1'36"397 | 25      |
| 26  | 21 | Mauro Baldi        | Spirit-Hart            | 1'36"922 | 26      |

## Gara

### Resoconto
Prima dell'inizio della gara la pioggia fece la sua apparizione sul tracciato. Terminando presto la pista riuscì ad asciugarsi. Jonathan Palmer rinunciò a prendere il via alla gara per dei problemi al motore della sua Zakspeed. Lasciata vuota la sua piazzola di partenza, non vi furono modifiche nella griglia.
Le due Lotus furono autrici di una buona partenza, con Ayrton Senna che mantenne il comando, seguito da Elio De Angelis. Fu invece autore di una partenza modesta Keke Rosberg, che si fece passare sia da Michele Alboreto che da Alain Prost.
Al quinto giro Nigel Mansell cedette la posizione, mentre era sesto, prima a Niki Lauda poi a Nelson Piquet, favorito dalla scelta di gomme morbide fatta dalla Pirelli. Il giro successivo Lauda ebbe la meglio anche su Rosberg, che venne presto passato anche da Piquet. All'ottavo passaggio Prost attaccò Alboreto, prima alla Villeneuve, poi all'interno della Tosa, ma senza successo.
All'undicesimo giro Alboreto, sempre pressato da Prost, attaccò, con successo De Angelis, portandosi al secondo posto. Piquet, ormai con degli pneumatici in crisi, fu costretto ai box, per il cambio gomme. Il pilota della Brabham tornò in gara tredicesimo. Il giro successivo anche Prost passò De Angelis, mentre Andrea De Cesaris terminò la gara, uscendo alla curva della Tosa, per un problema ai freni, che aveva dimenticato di ricaricare, dopo essere uscito dai box.
Al quattordicesimo giro Stefan Johansson passò Mansell, poi anche Rosberg, pochi giri dopo, risalendo nella zona dei punti. Nel frattempo Prost tentava, ancora infruttuosamente, di superare Alboreto. Lauda passò De Angelis che soffriva per un calo di sovralimentazione del turbo.  Dopo venti giri Senna comandava la gara, con meno di un secondo di vantaggio, su Alboreto che precedeva, a sua volta, di un secondo, Prost, poi Lauda (staccato di oltre 6 secondi dal leader della gara), De Angelis, Johansson, Rosberg e Mansell.
Alboreto attaccò Senna, senza prendergli la posizione, e poi, poco dopo, fu a sua volta oggetto di un attacco di Prost, che riuscì a scalare secondo. Al ventiquattresimo giro terminò il gran premio per Rosberg, per un guasto all'acceleratore. Alboreto, per un problema all'impianto elettrico fu costretto a una sosta ai box. Il pilota della Ferrari rientrò in gara lontano dalla zona dei punti.

A Imola Elio De Angelis si aggiudicò per la seconda, e ultima, volta una gara valida per il campionato mondiale di Formula 1. Fu il primo pilota italiano a vincere una gara di Formula 1 in Patria dal 1966.

Nei giri seguenti Prost attaccò anche Senna, fino a quando non perse qualche secondo prezioso nel doppiaggio di Patrick Tambay. Il pilota della McLaren decise, su segnalazione del computer della sua monoposto, di rallentare, al fine di risparmiare carburante. Nello stesso tempo Alboreto fu costretto al definitivo abbandono, per un guasto all'alternatore. Lauda perse la posizione, a vantaggio di De Angelis, per un testacoda. La sua gara venne da quel momento penalizzata per un malfunzionamento della centralina di controllo della sua vettura, tanto da venir passato da Johansson. Al trentanovesimo giro Nigel Mansell mancò una cambiata alle Acque Minerali, perdendo due posizioni.
Senna guidava, pur avendo anche lui rallentato il ritmo, con 3,1 secondi di mergine su Prost, 15 sul compagno di team De Angelis, 17 su Johansson, quasi 29 su Lauda e oltre un minuto su Piquet. Senna ampliò il vantaggio su Prost, mentre Piquet venne sorpassato da Thierry Boutsen. De Angelis e Johansson, in lotta per il terzo posto, arrivarono alle spalle di Boutsen e Piquet, doppiati, che lottavano per la sesta posizione. Al cinquantesimo giro, Piquet andò all'attacco, vicente, su Boutsen, alla Villeneuve. Rallentato da questa lotta, De Angelis fu attaccato dallo svedese della Ferrari alla Tosa. Pur se penalizzato dalla traiettoria di Boutsen, Johansson scavalcò De Angelis.
La rimonta di Johansson proseguì pochi giri dopo, quando passò anche Prost, molto attento ai consumi per apporre vera resistenza. Il consumo di carburante decise la gara negli ultimi giri. Il primo a dover abbandonare fu Senna, al cinquantasettesimo giro. Passò in testa Johansson, che però fu anch'egli costretto a fermare la monoposto per l'assenza di benzina, un solo giro dopo. Questo permise ad Alain Prost di posizionarsi in prima posizione.
Alle spalle del francese c'erano De Angelis e Piquet: anche quest'ultimo fu colpito dalla mancanza di carburante e dovette abbandonare. Boutsen si ritrovò terzo, davanti a Tambay, che da poco aveva passato Lauda. Prost giunse primo al traguardo, sempre a velocità limitata, potendo godere d'un ampio margine su De Angelis. Il francese si trovò senza benzina durante il giro d'onore, che poté concludere grazie al connazionale Tambay che gli offrì un passaggio sulla sua Renault. Boutsen si trovò senza benzina addirittura sulla linea d'arrivo; il belga scese dalla sua Arrows, per spingerla oltre il traguardo e garantirsi così il terzo posto.
A seguito della squalifica di Prost la vittoria venne assegnata ad Elio De Angelis, che colse la sua seconda ed ultima vittoria nel mondiale di Formula 1. De Angelis fu il primo pilota italiano a vincere una gara di Formula 1 in Italia, dalla vittoria di Ludovico Scarfiotti nel Gran Premio d'Italia 1966. Il pilota romano si trovò anche in testa alla classifica iridata, scalzandovi Alboreto. Boutsen colse il suo primo podio (l'Arrows mancava dal podio dal secondo posto di Riccardo Patrese nel Gran Premio di San Marino 1981), mentre Patrick Tambay, scalato terzo, festeggiò il suo undicesimo ed ultimo podio iridato. Boutsen fu il primo pilota del Belgio a podio dal Gran Premio di Spagna 1975 (ai tempi Jacky Ickx).

### Risultati
I risultati del gran premio furono i seguenti:
| Pos | Nº | Pilota             | Costruttore            | Giri | Tempo/Ritiro           | Griglia | Punti |
| --- | -- | ------------------ | ---------------------- | ---- | ---------------------- | ------- | ----- |
| SQ  | 2  | Alain Prost        | McLaren-TAG Porsche    | 60   | Squalificato           | 6       |       |
| 1   | 11 | Elio De Angelis    | Lotus-Renault          | 60   | 1h34'35"955            | 3       | 9     |
| 2   | 18 | Thierry Boutsen    | Arrows-BMW             | 59   | + 1 giro               | 5       | 6     |
| 3   | 15 | Patrick Tambay     | Renault                | 59   | + 1 giro               | 11      | 4     |
| 4   | 1  | Niki Lauda         | McLaren-TAG Porsche    | 59   | + 1 giro               | 8       | 3     |
| 5   | 5  | Nigel Mansell      | Williams-Honda         | 58   | + 2 giri               | 7       | 2     |
| Rit | 28 | Stefan Johansson   | Ferrari                | 57   | Mancanza di carburante | 15      | 1     |
| Rit | 12 | Ayrton Senna       | Lotus-Renault          | 56   | Mancanza di carburante | 1       |       |
| Rit | 7  | Nelson Piquet      | Brabham-BMW            | 56   | Mancanza di carburante | 9       |       |
| Rit | 3  | Martin Brundle     | Tyrrell-Ford Cosworth  | 56   | Mancanza di carburante | 25      |       |
| Rit | 16 | Derek Warwick      | Renault                | 56   | Mancanza di carburante | 14      |       |
| Rit | 23 | Eddie Cheever      | Alfa Romeo             | 50   | Motore                 | 12      |       |
| Rit | 24 | Piercarlo Ghinzani | Osella-Alfa Romeo      | 46   | Non classificato       | 22      |       |
| Rit | 27 | Michele Alboreto   | Ferrari                | 29   | Problemi elettrici     | 4       |       |
| Rit | 9  | Manfred Winkelhock | RAM-Hart               | 27   | Motore                 | 23      |       |
| Rit | 10 | Philippe Alliot    | RAM-Hart               | 24   | Motore                 | 21      |       |
| Rit | 6  | Keke Rosberg       | Williams-Honda         | 23   | Freni                  | 2       |       |
| Rit | 26 | Jacques Laffite    | Ligier-Renault         | 22   | Problemi al turbo      | 16      |       |
| Rit | 29 | Pierluigi Martini  | Minardi-Motori Moderni | 14   | Problemi al turbo      | 19      |       |
| Rit | 25 | Andrea De Cesaris  | Ligier-Renault         | 11   | Testacoda              | 13      |       |
| Rit | 21 | Mauro Baldi        | Spirit-Hart            | 9    | Problemi elettrici     | 26      |       |
| Rit | 8  | François Hesnault  | Brabham-BMW            | 5    | Motore                 | 20      |       |
| Rit | 4  | Stefan Bellof      | Tyrrell-Ford Cosworth  | 5    | Motore                 | 24      |       |
| Rit | 17 | Gerhard Berger     | Arrows-BMW             | 4    | Motore                 | 10      |       |
| Rit | 22 | Riccardo Patrese   | Alfa Romeo             | 4    | Motore                 | 18      |       |
| NP  | 30 | Jonathan Palmer    | Zakspeed               | 0    | Non partito            | 17      |       |

## Classifiche Mondiali

### Piloti
| Pos. | Pilota           | Punti |
| ---- | ---------------- | ----- |
| 1    | Elio De Angelis  | 16    |
| 2    | Michele Alboreto | 12    |
| 3    | Patrick Tambay   | 10    |
| 4    | Alain Prost      | 9     |
| 5    | Ayrton Senna     | 9     |
| 6    | Thierry Boutsen  | 6     |
| 7    | Nigel Mansell    | 4     |
| 8    | René Arnoux      | 3     |
| 9    | Niki Lauda       | 3     |
| 10   | Jacques Laffite  | 1     |
| 11   | Stefan Bellof    | 1     |
| 12   | Stefan Johansson | 1     |

### Costruttori
| Pos | Team                  | Punti |
| --- | --------------------- | ----- |
| 1   | Lotus-Renault         | 25    |
| 2   | Ferrari               | 16    |
| 3   | McLaren-TAG Porsche   | 12    |
| 4   | Renault               | 10    |
| 5   | Arrows-BMW            | 6     |
| 6   | Williams-Honda        | 4     |
| 7   | Ligier-Renault        | 1     |
| 8   | Tyrrell-Ford Cosworth | 1     |

## Decisioni della FISA
A gara terminata la McLaren di Alain Prost, giunto primo sul traguardo, venne pesata a 536 kg, 4 in meno del limite previsto dal regolamento (che prevedeva che la vettura pesasse 540 kg al via, o avesse 200 kg di carburante). Ciò portò alla squalifica del pilota francese. Tutti i piloti classificatisi alle sue spalle scalarono di una posizione. Elio De Angelis si trovò così a vincere la gara senza avere, di fatto, condotto nemmeno per un giro. Ciò era accaduto, per l'ultima volta, proprio ad Alain Prost, al Gran Premio del Brasile 1982. Prost, che già al momento dell'arrivo aveva espresso dubbi sul peso della sua monoposto, si lamentò del fatto che la direzione di gara non aveva permesso di pesare la monoposto, prima della gara, sulla bilancia ufficiale.